# 1252 Celestia
1252 Celestia este un asteroid din centura principală, descoperit pe 19 februarie 1933 de Fred Whipple.